# Església de São Miguel

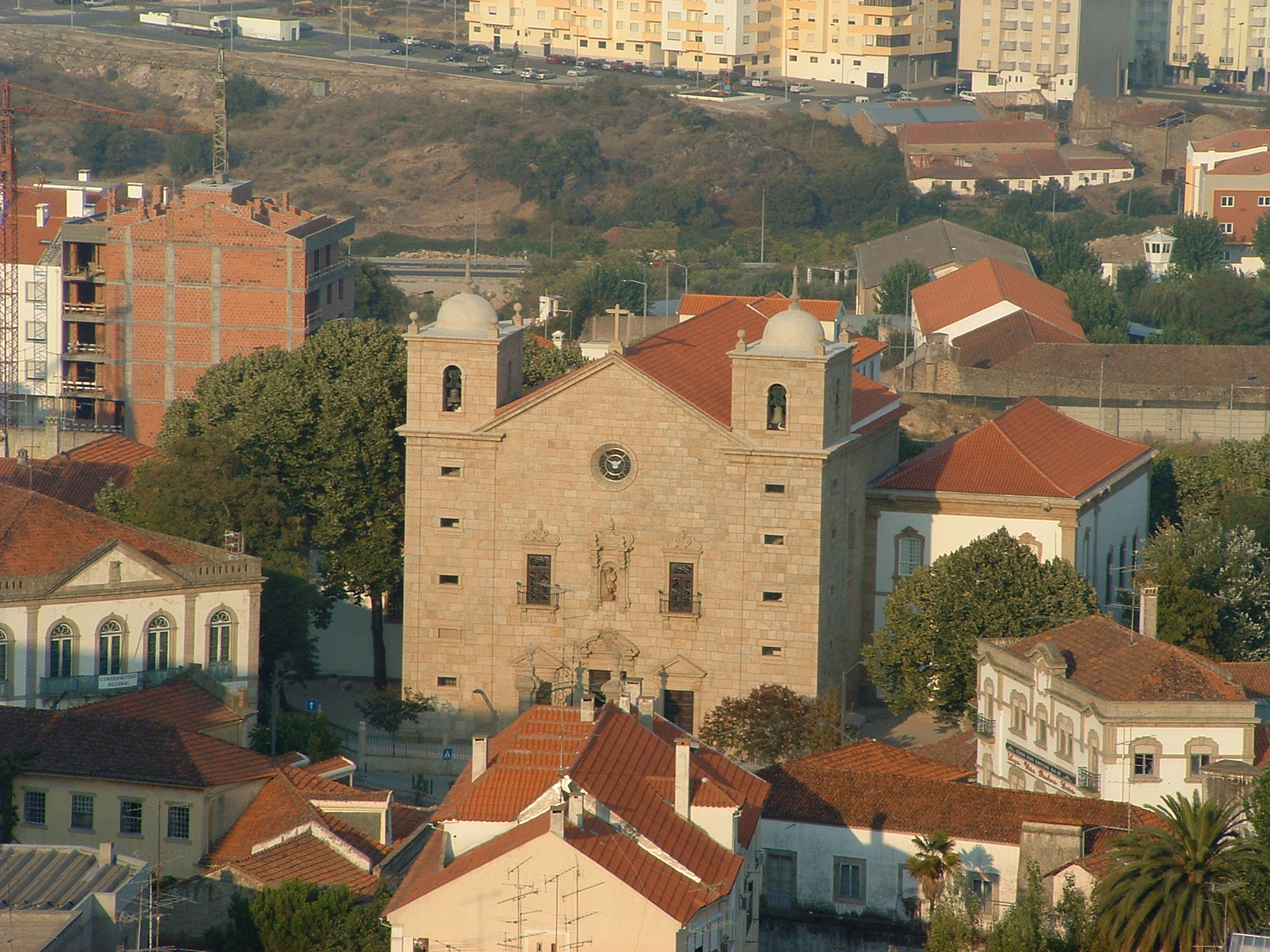
Església de São Miguel (Seu), vista des del castell

L′Església de São Miguel, també anomenada església parroquial i Seu de Castelo Branco, es troba a la freguesia de Castelo Branco, municipi del mateix nom, districte de Castelo Branco, a Portugal. Està classificat com a Immoble d'Interés Públic des del 1978.
El temple remunta a l'edat mitjana. Les principals campanyes d'intervenció arquitectònica s'hi feren al 1682, visibles en els dos nivells inferiors de la façana, de caràcter barroc, i el 1691, amb la introducció de pintures de Bento Coelho en vuit capelles. El 1771, amb el pas de Castelo Branco a diòcesi, l'església s'eleva a catedral i rep llavors obres de restauració. El 1785 és reconstruïda la capella principal i el 1791 s'hi pengen pintures de Pedro Alexandrino al retaule (de 1785) i a la Capella del Santíssim. Altres intervencions s'hi feren als segles XIX i XX.

## Arquitectura
Originàriament de traçat romànic, va patir alteracions al llarg dels segles, i hui en són majoritàriament visibles els elements de l'arquitectura barroca i rococó.
L'arc del creuer fou alterat pels volts del 1608 i encara es veuen vestigis de l'estructura original del segle xvi.
La façana principal té tres portals (laterals amb frontó triangular i central més elevat i amb frontó corb interromput), dues finestres flanquegen un nínxol amb una estàtua de sant Miquel al nivell intermedi; hi ha un òcul al nivell superior, i dos campanars laterals. Dins, la nau longitudinal presenta sis altars laterals en talla daurada.